# Hiệu ứng Landau–Pomeranchuk–Migdal
Trong vật lý năng lượng cao, hiệu ứng Landau- Pomeranchuk-Migdal, còn được gọi là hiệu ứng Landau-Pomeranchuk và hiệu ứng Pomeranchuk, hay đơn giản là hiệu ứng LPM, là giảm hiệu ứng bremsstrahlung và ghép các mặt cắt ngang ở điều kiện năng lượng cao hoặc mật độ vật chất cao. Nó được đặt tên để vinh danh Lev Landau, Isaak Pomeranchuk và Arkady Migdal.

## Tổng quan
Một hạt năng lượng cao trải qua nhiều tán xạ mềm từ môi trường sẽ gặp hiệu ứng nhiễu giữa các vị trí tán xạ liền kề. Từ sự không chắc chắn khi sự truyền động lượng theo chiều dọc trở nên nhỏ, bước sóng của các hạt sẽ tăng lên, nếu bước sóng trở nên dài hơn đường tự do trung bình trong môi trường (khoảng cách trung bình giữa các vị trí tán xạ) thì sự tán xạ không còn có thể được coi là sự kiện độc lập, đây là hiệu ứng LPM. Phổ Betitim-Heitler cho nhiều bức xạ cảm ứng tán xạ giả định rằng các tán xạ là độc lập, sự giao thoa lượng tử giữa các tán xạ liên tiếp gây ra bởi hiệu ứng LPM dẫn đến triệt tiêu phổ bức xạ so với dự đoán của Bethe-Heitler.
Sự triệt tiêu xảy ra ở các phần khác nhau của phổ phát xạ, đối với năng lượng photon điện tử lượng tử (QED) bị triệt tiêu, và đối với năng lượng gluon lượng tử (QCD) lớn bị triệt tiêu. Trong QED, sự phân tán của electron năng lượng cao chi phối quá trình, trong QCD, các gluon phát ra mang điện tích màu và cũng tương tác với môi trường. Vì các gluon mềm nên việc giải mã của chúng sẽ cung cấp sự điều chỉnh chi phối cho phổ.
Lev Landau và Isaak Pomeranchuk đã chỉ ra rằng các công thức cho bremsstrahlung và tạo cặp trong vật chất đã được xây dựng bởi Hans Bethe và Walter Heitler (công thức Bethe-Heitler) không thể áp dụng được ở mật độ năng lượng cao hoặc vật chất cao. Ảnh hưởng của nhiều tán xạ Coulomb bởi các nguyên tử lân cận làm giảm các mặt cắt cho sản xuất cặp và bremsstrahlung. Arkady Migdal đã phát triển một công thức áp dụng ở năng lượng cao hoặc mật độ vật chất cao, chiếm các hiệu ứng này.